# Fotur
Fotur é uma cidade na província de Badaquexão, situada no nordeste do Afeganistão. Localizada no leito esquerdo do rio Ab-i-Panja, é uma cidade de importância histórica, porque é o assentamento no território de Wakhan mais próximo da fronteira com Eskashem a, mais ou menos, três quilômetros e meio de distância. Até a virada do século XX, não passou de uma pequena vila com, no máximo, sessenta habitantes. Muitos álamos crescem nesta cidade.